# Jonas Romanovas
Jonas Romanovas, conegut anteriorment com a Ivan Romànov (rus: Иван Романов) (Vílnius, 4 d'agost de 1957) va ser un ciclista lituà que va competir també per la Unió Soviètica. Fou professional entre 1990 i 1992 i va guanyar dues medalles als Campionats del món de Puntuació.

## Palmarès en pista
- 1987
  -  Campió de la Unió Soviètica en Madison

## Palmarès en ruta
- 1975
  -  Campió del món júnior en contrarellotge per equips (amb Nikolaï Bondarenko, Guennadi Karavajev i Leonid Toropov)
  - 1r a la Cursa de la Pau júnior
- 1985
  -  Campió de la Unió Soviètica en critèrium
  - 1r a la Volta a Grècia
  - Vencedor d'una etapa de la Volta a Suècia
- 1986
  - Vencedor de 3 etapes de la Volta a Cuba
  - Vencedor de 3 etapes al Trofeu Joaquim Agostinho
  - Vencedor de 2 etapes de la Volta a Colòmbia
  - Vencedor d'una etapa de la Setmana Ciclista Bergamasca
  - Vencedor d'una etapa de la Cursa de la Pau
- 1987
  -  Campió de la Unió Soviètica en critèrium
- 1988
  - Vencedor de 2 etapes de la Volta a Grècia
- 1993
  - 1r a la Mi-août bretonne i vencedor d'una etapa
  - Vencedor d'una etapa de la Volta a Polònia
- 1994
  - 1r a la Ronda van Midden-Nederland

### Resultats al Giro d'Itàlia
- 1992. 96è de la classificació general